# Кирсарай (Тыва)
Кирсарай (тув. Кирсарай) — посёлок (арбан) в Дзун-Хемчикского кожууне Республики Тыва. Входит в состав городского поселения Чадан.

## История
В 2013 году, 21 декабря, главу Тувы Шолбана Кара-оола в эфире ГТРК «Тыва» спросили про  посёлок:

-Сейчас идут разговоры о строительстве в местечке Кирсарай кирпичного завода. Может ли правительство оказать помощь в подведении к этому объекту электроэнергии? Тогда бы завод мог обеспечивать кирпичом собственного производства весь запад Тувы.

— Я особо заинтересован в том, чтобы на территории республики возрождалась строительная отрасль. Поэтому приложу все усилия для поддержки этого предпринимательского проекта. Я знаю, что там технические возможности есть, это местечко находится поблизости от Чаданского угольного разреза, где есть подведенное электричество и мощности позволяют искать следующего потребителя. 
 .  

## География
посёлок находится в горной местности.
Уличная сеть не развита.

## Население
| 2002 | 2010 | 2011 | 2012 | 2013 | 2014 | 2015 |
| ---- | ---- | ---- | ---- | ---- | ---- | ---- |
| 111  | ↗179 | ↘178 | ↗179 | →179 | →179 | →179 |
| 2016 | 2017 | 2018 | 2019 | 2020 | 2021 |      |
| →179 | ↘178 | →178 | ↘177 | →177 | ↘80  |      |

## Инфраструктура
Промышленность, социальные объекты отсутствуют. Бывший кирпичный завод. В 2002 году ликвидирован МУП «Адыр-Бажы».

## Транспорт
Поселковые (сельские) дороги, подъезд к федеральной трассе Р-257.